# GSC4020-664
GSC4020-664 є хімічно пекулярною зорею 
спектрального класу
A й має видиму зоряну величину в
смузі V приблизно 10.0.
.